# Francesco Carbone (critico d'arte)
Francesco Carbone (Cirene, 1923 – Palermo, 23 dicembre 1999) è stato un antropologo, critico d'arte e pittore italiano.

## Biografia
Nasce a Cirene in Libia nel 1923, terzo di quatto figli di genitori siciliani, e lì vive fino allo scoppio della seconda guerra mondiale, quando si trasferisce a Godrano, il paese nativo dei suoi genitori in provincia di Palermo.
Da ragazzo frequenta un istituto magistrale, senza conseguire il diploma, e comincia a dedicarsi al componimento di poesie e racconti.
Dopo la conclusione del secondo conflitto mondiale, intraprende la carriera di giornalista e si reca in Svizzera, dove inizia una collaborazione con una testata in lingua italiana. Dopo una breve permanenza torna a Godrano, continuando la collaborazione con alcuni giornali italiani. Ben presto, le condizioni disagiate dei suoi concittadini del periodo post bellico lo portano ad impegnarsi nelle tematiche sociali più urgenti del territorio, e quindi si mette alla guida di un movimento che mira a sottrarre le terre incolte demaniali alla mafia locale, a vantaggio dei suoi contadini. Nel corso di queste lotte contadine, Carbone viene anche tratto in arresto e rilasciato dopo pochi giorni di detenzione, anche grazie ad una mobilitazione popolare che induce i carabinieri a rimetterlo in libertà, oltre a ricevere minacce dalle consorterie locali, uno dei motivi per cui si reca in Argentina dove trascorre alcuni anni. A questo periodo risalgono le collaborazioni con varie testate italiane e non, fra cui il giornale “L’ora” ed il giornale locale "Correo de los italianos", con articoli che si occupano dell'emigrazione italiana in Sudamerica, fra cui anche una apprezzata intervista a Evita Peron, la quale manifesta pubblicamente il suo impegno nei confronti degli immigrati siciliani e della loro possibile ma difficoltosa integrazione nel Paese Sud Americano.
Conclusasi anche l’esperienza argentina, Carbone torna definitivamente in Sicilia, e decide di proseguire il suo impegno nel sociale a Godrano, che per il resto della sua vita costituirà un luogo privilegiato, una sorta di laboratorio di idee, dove nascono e si sviluppano quelle iniziative sociali e culturali che poi sperimenterà pure a livello nazionale. Dapprima assume la carica di segretario della neonata sezione del partito comunista e partecipa alle elezioni comunali del 1954, con una amministrazione di sinistra che viene eletta, all’interno della quale lui ricopre il ruolo di assessore. Questa prima esperienza politica, però, ha breve durata e termina con le dimissioni di tutta la giunta.  Inizia, allora, ad occuparsi di arte e letteratura. Nei primi anni 60 segnala, con articoli ed interviste, alla critica nazionale il “caso letterario” del poeta pecoraio Giacomo Giardina, suo concittadino di Godrano, scoperto da Marinetti e in auge negli anni del futurismo.
Carbone prosegue la sua intensa attività culturale fondando il Gruppo Temposud, insieme a Filippo Panseca, che diviene ben presto un luogo di riferimento per tutte quelle correnti artistiche nate o già consolidatesi al di fuori della Sicilia e che lo stesso è stato spesso in grado di anticipare. Successivamente, dà vita, con Bartolomeo Manno, al Centro di Ricerche Estetiche "Nuova Presenza" ed alla rivista "Presenzasud", realtà imprescindibili per la conoscenza e la divulgazione delle avanguardie artistiche degli anni ' 60 e 70 in Sicilia.
Ed ancora, nel 1977 crea, sempre a Godrano, la Biblioteca comunale interzonale, in un periodo in cui si impegna di nuovo politicamente nel piccolo centro palermitano all’intero delle istituzioni, ricoprendo per la seconda volta la carica di assessore, nel settore della cultura. Ben presto, però, alcuni dissapori con l’allora giunta democristiana, lo portano alla decisione definitiva di non ricoprire più cariche pubbliche e di impegnarsi sempre nel sociale, al di fuori del sistema istituzionale. Ecco allora che nasce, agli inizi degli anni ottanta, il Centro di ricerca interculturale "Busambra", da lui fondato, le cui iniziative culturali e sociali vengono portate avanti anche attraverso la pubblicazione di un periodico che reca la medesima denominazione.
Il suo fermento culturale non si arresta, anzi, negli anni a seguire, fonda e dirige il Centro studi, ricerca e documentazione "Godranopoli", che si compone di un museo etnoantropologico, una pinacoteca d'arte moderna e contemporanea ed una biblioteca di storia e cultura siciliana, continuando a svolgere una intesa attivita' socio-culturale nel territorio.
Tali esperienze in campo antropologico lo portano ad occuparsi di organizzare e disciplinare anche altre realtà museali, quali il Museo antropologico di Alia, il Museo dei vini Corvo a Casteldaccia ed il Museo di S. Giuseppe Jato.
Dal 1985 al 1990 riceve l’incarico di docente di Correnti Artistiche Contemporanee presso la Accademia di Belle Arti di Palermo, oltre a dirigere l'Accademia di Belle Arti Picasso di Palermo dal 1995 al 1996.
Negli stessi anni, partecipa a numerosi convegni, svolge animazione teatrale ed attivazione socio-culturale, sia nel territorio di Godrano che a Palermo, ed a livello critico ed operativo fa parte di svariate giurie. Come critico d'arte contribuisce con scritti, conferenze, seminari, dibattiti ed organizzazioni di mostre ed alla divulgazione delle esperienze più avanzate delle arti figurative in Sicilia.
Per il teatro, collabora, come teorico e critico, con Beno Mazzone per le produzioni del Teatro Libero e ad Incontroazione Teatrofestival, ad inizio degli anni 70 e nei decenni a seguire.
Francesco Carbone è stato anche un apprezzato pittore e le sue opere sono state esposte a Palermo ed anche in altre città italiane e all'estero.
Gli è stato dedicato un premio, il Premio Francesco Carbone Experimenta.